# Die Hunde und die Wölfe
Die Hunde und die Wölfe erschien 1940 mit dem französischen Titel „Les chiens et les loups“ in Paris und ist der letzte zu Lebzeiten von Irène Némirovsky veröffentlichte Roman. Er wurde 2007 in Deutschland herausgebracht und setzt die mit der postumen Erstveröffentlichung von „Suite française“ (2004/dt. 2005) begonnene (Wieder-)Entdeckung des Werks von Némirovsky fort, von der 1930 und 1931 David Golder und „Der Ball“ auf Deutsch erschienen waren. „Die Hunde und die Wölfe“ erzählt die Geschichte von Ada Sinner, die zu Beginn des 20. Jahrhunderts in einem ukrainischen Judenghetto geboren wird, 1914 vor Ausbruch des Ersten Weltkrieges mit Verwandten nach Paris emigriert, aber in den 1930er Jahren als Staatenlose aus Frankreich ausgewiesen wird. Während ihr Mann mit seiner Mutter nach Südamerika geht, ihr Geliebter mit seiner französischen Familie in Paris bleibt, bringt sie in einem Hotel in einem osteuropäischen Land, für das sie ein Visum erhalten hat, ihr erstes Kind zur Welt.

## Inhalt
Der Roman ist in erlebter Rede mit gelegentlich angedeuteten auktorialen Einsprengseln (vgl. Einleitung von Kapitel 6 oder Beginn von Kapitel 12: „Es ist bezeichnend für den jüdischen Geist, dass...“) geschrieben, so dass die Autorin aus der Perspektive der jeweils in den Mittelpunkt gestellten Person das sich um die Hauptperson Ada Sinner herum entwickelnde Handlungsgeflecht entwerfen kann.

### Kapitel 1 bis 11
Das erste Drittel des Romans spielt vorwiegend in der Unterstadt, und zwar im jüdischen Ghetto einer nicht näher bezeichneten ukrainischen Stadt zur Zeit der Herrschaft von Zar Nikolaus II. bis in den Mai 1914. Dort lebt die fünfjährige Halbwaise Ada Sinner mit ihrem Vater und Großvater mütterlicherseits. Die Welt außerhalb des Ghettos lernt Ada kennen, wenn sie ihren Vater, als Zwischenhändler für alle in der Ukraine geläufigen Waren tätig, bei seinen Kundenbesuchen durch die Stadtviertel von der Hölle der ins Ghetto Verdammten über die Mittelstadt bis zur Oberschicht auf der Höhe der „Wohnsitze der Erwählten“ begleitet. Dort können auch Juden wohnen, denen es durch erworbenen Reichtum gelungen ist, mit Schmiergeldern Wohnrecht außerhalb der ihnen zugewiesenen Straßen zu erlangen. Die Familie vervollständigt sich, als ihr Vater Israel seine gerade verwitwete Schwägerin mit ihrer Tochter Lilla und ihrem Sohn Ben zu sich ins Haus holt. Für die Schwägerin – Adas Tante Rhaissa – ist das ein erzwungener sozialer Abstieg, denn sie hatte als Frau eines Druckereibesitzers schon zu den „normalen Sterblichen“ der bürgerlichen Mittelschicht in der Mittelstadt auf halber Höhe zur Oberstadt gehört. Tante Rhaissa bringt ihrem Schwager die Angehörigen des Sinner-Clans in Erinnerung, die bei den „Erwählten“ wohnen und an deren Erfolg Israels Großvater maßgeblichen Anteil hatte, während Adas Großvater mütterlicherseits, ein schöner Greis, seinen Ehrgeiz auf Gelehrsamkeit gesetzt hat, dem Ghetto für eine Bildungsreise durch Europa entwischt war und jetzt an einem Buch über „Charakter und Ehrenrettung des Shylock“ schreibt (S. 17). Zu seiner Bibliothek hat Ada Zugang. Mit der älteren Cousine Lilla unternimmt Ada Ausflüge aus dem Ghetto, so dass sie in die Oberstadt in die Nähe des Anwesens der Bankiersfamilie Sinner geraten. Dort nimmt sie einen Jungen in cremefarbenem Anzug aus Rohseide mit Schillerkragen wahr: Er soll Harry Sinner heißen. Fortan wird er zu ihrem bewunderten Begleiter und Gesprächspartner in ihrer Fantasiewelt. Ihr Cousin Ben, so alt wie Harry, sieht sich durch ihn herausgefordert. Denn Ada gibt seinen Namen preis, weil er für sie der bessere Anführer der mit Ben ausgedachten Kindergesellschaft wäre. Diese Kindergesellschaft soll aus allen Kindern Russlands einschließlich der Kinder der Zarenfamilie bestehen und die Erwachsenenwelt mit ihren Sorgen zugunsten eines fernen Landes verlassen. Auf der Flucht vor einem gegen das Ghetto gerichteten Pogrom führt sie Ben in die Oberstadt, was dazu führt, dass sich die Bankiersfamilie um die Familie im Ghetto kümmert und Israel mit Aufträgen versorgt. So kann Israels Familie in die Mittelstadt aufsteigen und die Kinder von einer französischen Gesellschafterin unterrichten und ihre Talente fördern lassen. In einer Veranstaltung der „Alliance française“ – Ada malt inzwischen. „Sie sprach jetzt Französisch; sie konnte einen Knicks machen; sie war jetzt ‚wie die anderen‘“ (S. 74) – wird sie von Mme Mimi offiziell Harry vorgestellt, der aber vor ihr wie „ein gepflegtes Hündchen“ vor „dem hungrigen Heulen der Wölfe“ zurückschreckt (S. 85). Als Mme Mimi nach Paris zurückkehren will, schließen sich ihr Ada und ihre Tante Rhaissa mit Lilla und Ben an, weil Frankreich im Unterschied zu Russland den jungen Leuten eine bessere Zukunft verspricht. Israel Sinner wird bis zum Ausbruch der Russischen Revolution Geld nach Frankreich schicken.

### Kapitel 12 bis 30
Mit dem Tod von Harrys Vater hat sich auch seine Familie nach Paris begeben, wo zwei Onkel – Salomon und Isaak – die Bankgeschäfte in der Vormundschaft für Harry weiterführen. Die Chancen für Rhaissa und die ihrer Obhut anvertrauten drei Kinder gestalten sich weniger gut. Rhaissa zieht mit allen Familienangehörigen ein Schneidergeschäft auf, dem sich Ada und Ben erst entziehen können, als Ben mit Erreichen seiner Volljährigkeit Ada davon überzeugen kann, ihn zu heiraten. Lilla sucht in einem Pariser Varieté Unterschlupf. Ben besorgt für die minderjährige Ada die notwendigen Heiratspapiere, und die beiden richten sich ein eigenes Leben ein, in dem Ben für den nötigen Unterhalt sorgt und Ada weiter zeichnen und malen kann. Sie liebt Ben nicht, sondern lässt sich auf die von Ben vorgeschlagene reine Zweckgemeinschaft ein. Seit einiger Zeit weiß sie, dass Harry ein Arrondissement weiter, nämlich im vornehmen sechzehnten lebt. Sie hat ihn bereits bei einem Gang dorthin bei einem Tanztee auf einem Balkon stehen sehen und ihn „mit ihren tiefen, scharfen Maleraugen“ „gierig“ betrachtet: „‚Der jüdische Typus‘, dachte sie, ‚kränklich, intelligent und traurig. Kann er diesen rosigen blonden Mädchen gefallen?‘ (...) Ich könnte (...) eine alte Frau werden, ohne das Wort an dich gerichtet zu haben, oder im Gegenteil einen anderen als dich heiraten, aber ich werde dich nie vergessen. Nie werde ich aufhören, dich zu lieben“ (S. 102 f.). In bitterer Ironie sieht sie Dante und Beatrice in Harry und sich, aus denen später aber auch Samson und Delila werden können (S. 150, 207).
Zur selben Zeit wie Ben und Ada plant Harry seine Hochzeit, muss aber länger um seine künftige Frau Laurence werben und kämpfen, weil er als Fremder – „ob Slawe, Levantiner, Jude“, so Laurence’ Vater, der nicht weiß, „welches dieser Wörter ihn mehr abstieß“ (S. 125) – nicht so schnell in die angesehene einheimische  Bankiersfamilie Delarcher einheiraten kann. Diese steht in Verbindung mit der Sinner-Bank, aber die Delarchers empfinden Salomon und Isaak gegenüber wegen ihres „leisen, schleichenden, katzengleichen Ganges“ und anderer Eigentümlichkeiten eine fast körperliche Abneigung (S. 126). Obwohl Laurence keinen Gefallen an einer „Capulet-Montagu“-Geschichte hat, widersteht sie der ablehnenden Haltung ihres Vaters, so dass sie nach dessen zögerlichem Nachgeben Harry ihren ersten Kuss gibt (S. 131). Sie findet aber kein rechtes Verhältnis zu Harrys Liebe, die sie „deine orientalischer Liebe, deine wilde Liebe“ nennt (S. 155). In einer Auseinandersetzung mit ihrer Schwiegermutter um Erziehungsfragen gibt sie zu verstehen, dass es ihr ihrem kleinen Sohn gegenüber nicht um die weichlichen Vorstellungen der jüdischen Rasse gehe, sondern um „die Ausdauer, das Opfer, die Beherrschung von Körper und Seele“ (S. 199).
Ada gelingt es, Harrys Aufmerksamkeit auf sich zu lenken, und zwar über die Evokation der in der Ukraine verbrachten Kindheit, die sie auf ihren Bildern zur Darstellung bringt. Harry gesteht Ada, dass ihr Auftauchen auf der Flucht vor dem Pogrom eine seiner „greifbarsten Kindheitserinnerungen“ ist, „eine der schärfsten, die mich noch jetzt durchbohrt und die ich im Traum wiedersehe“ (S. 150). In ihrer ärmlichen Wohnung bewundert er ihre Art zu leben, nämlich „weder Beziehungen noch Toiletten noch den vollkommenen Dekor“ zu brauchen, „den Laurence so liebte“ (S. 203). Harry möchte sie heiraten. Seine Mutter sieht in der Beziehung einen Fluch, nämlich Adas Versuch, Harry in die „Unterstadt“ herabzuziehen. Laurence erkennt darin „einen dunklen Ruf des Blutes“ (S. 201), der sie resignieren und der Trennung zustimmen lässt. Ada hingegen zögert, weil sie sich Harrys in einer ganz anderen Weise sicher ist: „Du kannst mich vergessen, dich von mir abwenden, mich verlassen, immer wirst du mir, einzig und allein mir gehören. Ich habe dich erfunden, mein Geliebter. Du bist vielmehr als mein Liebhaber. Du bist meine Schöpfung. Deshalb gehörst du mir, fast gegen deinen Willen“ (S. 203).
Unterdessen ist Ben geschäftlich von den alten Sinner-Onkeln, die hinter dem Rücken Harrys ihre Fäden ziehen, ins Vertrauen gezogen worden. Bens Wirken scheint ihnen für die Bank höhere Gewinnchancen zu versprechen als Harrys abwägendes Verhalten. Ben unternimmt auf den internationalen Märkten hochspekulative Aktionen, vor allem auch mit den unsicheren seit dem Ersten Weltkrieg entstandenen Nationalstaaten in Osteuropa. Durch ein Übermaß an Unwägbarkeiten gerät Ben alles außer Kontrolle, so dass er Unterschriften fälscht, jedoch den Zusammenbruch des Hauses Sinner nicht aufhalten kann und seine Verhaftung unmittelbar bevorsteht. Das alteingesessene Bankhaus Delarcher von Laurence’ Vater ist bereit, helfend einzugreifen, wenn sich dadurch einerseits die Ehe von Laurence und Harry und andererseits der Ruf der Bank retten lassen. Um dem Skandal und einem Prozess zuvorzukommen, wird dafür gesorgt, dass Ben und alle Mitglieder seiner Familie aus Frankreich ausgewiesen werden und binnen acht Tagen das Land zu verlassen haben.

### Kapitel 31 bis 33
Im kurzen Schlussteil wird sichtbar, wie viele in Frankreich lebende Menschen, dessen „Luft des Glücks“ auch Ada verwöhnt hat (S. 205), um ihr Bleiberecht als nicht eingebürgerte Ausländer fürchten und mit einem krisenbedingten Ausweisungsbescheid zu rechnen haben: in den Augen der Einheimischen alle jüdisches Gesindel, Abenteurer, Emigranten und Hergelaufene (S. 217). Ben hat sich nach Südamerika abgesetzt und fordert seine Mutter zum Nachkommen auf. Kanada, Brasilien, Venezuela werden in den Gesprächen der Menschen, mit denen Ada noch Kontakt hat, als Adressen für eine mögliche Zuflucht genannt. Sie selbst erhält ein Visum für ein kleines Land in Osteuropa, das von Bürgerkrieg und Streiks erschüttert wird. In einem Hotel, in dem vor allem Exilierte aus Mitteleuropa leben – viele Medizinstudenten und Hebammen (S. 248) –, wird ihr erstes Kind, Harrys Sohn, geboren. Eine Zimmernachbarin – ausgewiesen zuerst aus Amerika, dann aus Deutschland; zwei Söhne in einem anderen europäischen Land und eine Tochter in einem anderen, der Ehemann im Konzentrationslager (S. 247) – steht ihr zur Seite, als Ada ihre Reichtümer aufzählt: „Die Malerei, der Kleine, der Mut. (...) ‚Wir fühlen uns gut‘, sagte Ada.“

## Themen

### Gesellschaftliches Konfliktpotential
Vor dem Hintergrund der Schlusskatastrophe des Zweiten dreißigjährigen Krieges stellt Némirovsky die von ihr dargestellten Personen in Handlungszusammenhänge, die die allgemeine gesellschaftliche Krise zum Ausdruck bringen:
- Armut und Reichtum im revolutionären Russland, die die Armen in Némirovskys Wahrnehmung „gierig“ und zu Wölfen sowohl im materiellen (Ben) wie im emotionalen Bereich (Ada) werden lassen können und die Migrationsbewegungen von Osteuropa in den Westen auslösen (vgl. Staatenlose);
- Anpassung an die Gesellschaft (Isaak und Salomon Sinner, Ben und Harry auf je unterschiedlichen Ebenen[3]) oder freiwilliges Außenseitertum in der Kunst in der „Luft des Glücks, die man in diesem Land atmet“ (Ada);
- die Zurückweisung der Anpassung und die jederzeit ausbrechende Fremdenfeindlichkeit in der ebenfalls infolge der Weltwirtschaftskrise aus dem Gleichgewicht gebrachten französischen Nationalgesellschaft, die ihren zivilisatorischen Standard schnell zu opfern bereit scheint.[4]

### Themen in den literarischen Motiven
Némirovsky überformt ihre Themen mit literarischen Motiven, die sie von Beginn an in ihren Handlungsaufbau einflicht, wenn sie der gesellschaftlichen Schichtung in der ukrainischen Stadt das Modell von Dantes Jenseitsreich in der Göttlichen Komödie zugrunde legt und darin insgesamt jüdische Lebensverhältnisse in der zaristischen Standesgesellschaft beschreibt. Oder wenn sie Harry als Dandy oder als Eton-Schüler kleidet (S. 83) und seinen Namen identisch sein lässt mit dem des väterlichen Freundes von Dorian Gray, Lord Henry Wotton (= Lord Henry oder Harry). Das in Ada zum Ausdruck kommende Liebesverlangen Harry gegenüber ist über die Erinnerung an Dante und Beatrice in eine Aura des Minnesangs getaucht, wie sie auch Shakespeare kennt, wofür die sprichwörtliche „Balkonszene“ aus Romeo und Julia steht, die Némirovsky in Kapitel 13 bei der Schilderung des ersten Ausflugs von Ada zur Villa der Sinners in Paris ausführlich evoziert. Auch die bei Oscar Wilde und insgesamt im Fin de siècle zum Ausdruck kommende Gesellschaftskritik findet bei Némirovsky ihr Echo, wenn die Kunst, wie sie Ada versteht, zum individualistischen Religionsersatz in einer zivilisatorisch-materialistisch säkularisierten Welt wird.
Orientalismus, Exotismus, l’art pour l’art bringen die im 19. Jahrhundert als romantisierende Flucht- und Sehnsuchtsbewegungen entstandenen Ausdrucksformen gegenüber der westlichen Säkularisierung auf den Begriff, für die im Roman das Gedicht „Le vase brisé“ von Sully Prudhomme und das 1906 veröffentlichte und 1931 mit Josephine Baker berühmt gewordene Chanson „La petite Tonkinoise“ genannt werden (S. 71). Némirovsky hebt aber die Zweischneidigkeit dieser Sichtweisen ins Bewusstsein. Sie schlagen nämlich, wenn die unmittelbaren Interessen und Gefühlslagen der Menschen berührt werden, in aggressiver Überheblichkeit in fremdenfeindliche Vorurteile um. So ansatzweise bei Laurence, wenn sie Harrys Liebesverlangen als zu „wild“ und „orientalisch“ kennzeichnet (S. 155) oder seine „äußerst unerfreuliche hysterische Seite“ zu fürchten vorgibt (S. 161). Diese Seite kann sich auch in Harrys Mutter im Unterschied zu ihren korrekten und disziplinierten Schwägerinnen äußern, die strenge englische Kostüme tragen und deren kultivierte Höhen sie noch nicht erklommen hat, wenn sie „ihre mit Ringen bedeckten Hände kneten, mit den Augenlidern klimpern, stöhnen, seufzen, kurz gesagt, auf spektakuläre Weise die Gefühle äußern“ muss, „die sie bedrücken und die ernst, tief und einfach waren“ (S. 119 f.). – Ben setzt bei seinen Onkeln auf deren orientalisches Naturell und ihre Gier, die er unter ihrer europäischen Zivilisiertheit zu spüren meint (S. 166). Gleichzeitig kann er Harry in zorniger Auseinandersetzung des „europäischen Getues“ bezichtigen, wenn dieser zur Vorsicht mahnt, er jedoch hinter dessen Worten von „Erfolg, Sieg, Liebe, Hass“ nur das Echo auf sein bereits erworbenes Geld sieht. – Ironische Kritik an der Bewunderung von Adas Bildern durch Harrys europäisch zivilisierte Freunde zeigt Némirovsky, wenn sie diese darin „eine wilde und fremdartige, aber wahre Poesie“ wahrnehmen lässt. In Adas Atelier reißt es sie zu bewundernden Ausrufen „wie in einem zoologischen Garten vor einem seltenen wilden Tier in seinem Käfig“ hin. „Was Sie machen, ist derart authentisch, natürlich wild! Und genau das ist entzückend!“ Eine Frau, die Ada durch ihre Lorgnette mustert, findet „etwas Dostojewskihaftes“ an ihr. – In den massenhaft ausgestellten Ausweisungsbescheiden zeigt sich dann, wie eine Gesellschaft in der Krise unversehens auf Distanz zu ihren Stereotypen vom bewunderten „Wilden“, „Orientalischen“ und „Exotischen“ geht und nur noch „Artfremdes“ oder „entartete Kunst“ auch in den Bildern eines Marc Chagall wahrnimmt und es zusätzlich auf die „fremdvölkischen“ Menschen selbst abgesehen hat, für die europaweit die von Némirovsky erwähnten Konzentrationslager eingerichtet werden (S. 247), wenn sie denn nicht mehr emigrieren können.

## Rezeption
Ulrike Künnecke nennt den Roman „eine große Wiederentdeckung“: „Im deutschsprachigen Raum wird Irène Némirovsky erst langsam bekannt. Dies mag auch daran liegen, dass ihre brillanten Milieu- und Personenschilderungen hierzulande kaum ohne tiefe Beklemmung zu lesen sind. So gelungen die Porträts der jüdischen Schriftstellerin sind, so beängstigend schmal ist in ihren Schilderungen manchmal der Grat zwischen scharfer Ironie, beißend sezierendem Blick und Spuren von Antisemitismus. Vielleicht mussten erst mehr als sechzig Jahre vergehen, bis es überhaupt möglich wurde, die faszinierenden Romane Némirovskys hier, heute - und ganz neu zu lesen.“
Für Bernhard Walcher  ist es in Literaturkritik.de ein „atemberaubender Roman“ in stilsicherer Sprache mit weitem literarhistorischen Horizont. „Und immer wieder versteht sie (d. i. Irène Némirovsky) es, den dunkelsten Abgründen der Menschen detailgenau und psychologisch überzeugend nachzuspüren, ohne dabei Anklage zu erheben - wozu sie, wie kaum eine andere, das Recht besessen hätte.“
Arno Widman schreibt in der „Frankfurter Rundschau“ von der „Stärke des Zaubertons“ einer der bedeutendsten Autorinnen der ersten Hälfte des 20. Jahrhunderts auch in diesem Roman. „Sie ergreift Besitz vom Leser. Sie nistet sich ein in ihm, so dass er nicht mehr unterscheiden kann, wo sein Denken aufhört und das der Autorin beginnt. Sie macht uns empfindlicher und klüger. Sie macht das mit allen Mitteln. In Némirovskys Geschichten gibt es eine Süße, ein so mächtiges Verlangen nach dem geglückten Leben, nach dem schönen Satz, dem Märchenton, dass es nicht zu ertragen wäre, wenn da nicht in jeder Zeile und zwischen fast allen Wörtern die Wirklichkeit der Vernichtung, die Erfahrung des blinden, wütenden Hasses dazwischenginge. Und umgekehrt.“

## Sekundärliteratur
- Hans Sedlmayr: Verlust der Mitte. Die bildende Kunst des 19. und 20. Jahrhunderts als Symptom und Symbol der Zeit, Ullstein, Frankfurt a. M. / Berlin / Wien 1985 (10. Auflage), ISBN 3-548-34291-4.
- Oswald Spengler: Der Untergang des Abendlandes. Umrisse einer Morphologie der Weltgeschichte, dtv München 1997 (13. Auflage, zuerst 1923), ISBN 3-423-30073-6.
- Martina Stemberger: Irène Némirovsky. Phantasmagorien der Fremdheit, Königshausen & Neumann, Würzburg 2006, ISBN 3-8260-3313-2.